# Heckler & Koch UMP
El UMP (Universelle MaschinenPistole, «subfusil universal» en alemán) es un subfusil desarrollado y manufacturado en Alemania por Heckler & Koch. El UMP ha sido adoptado por diversas fuerzas armadas y agencias policiales, como la Oficina de Aduanas y Protección Fronteriza de los Estados Unidos. Heckler & Koch desarrolló el UMP como un sucesor del HK MP5, aunque ambos se siguen produciendo.

## Características

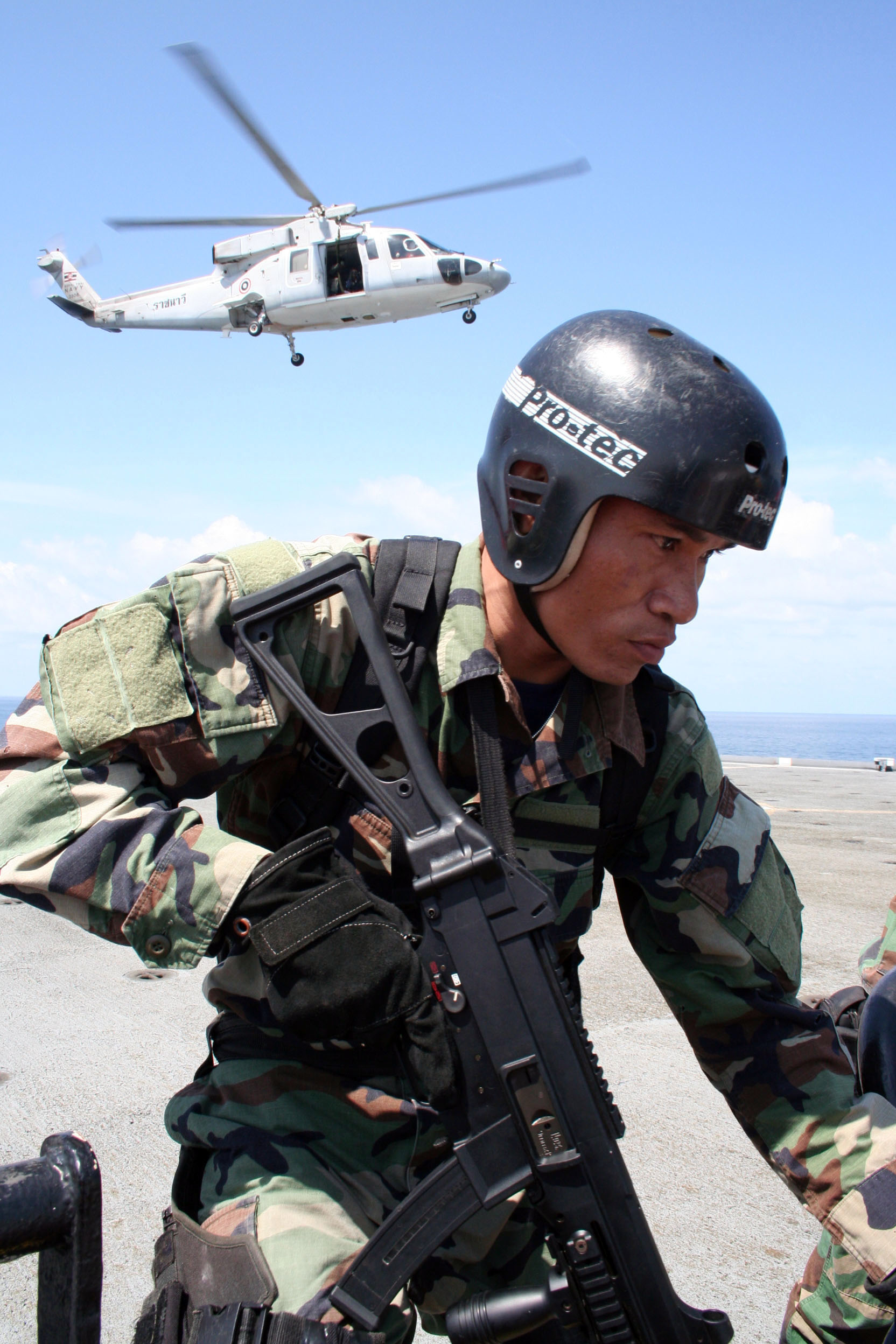
Un SEAL de la Armada Real Tailandesa armado con un UMP9 durante un ejercicio de abordaje, agosto de 2008.

El UMP es un subfusil accionado por retroceso que dispara a cerrojo cerrado. Cuando fue diseñado, el UMP se calibró para emplear cartuchos de mayor calibre que otros subfusiles como el MP5, para proveer más poder de detención contra blancos sin blindaje (con un alcance efectivo ligeramente menor) que el 9 x 19 Parabellum que dispara el MP5. Un cartucho más grande produce más retroceso y hace más difícil de controlar el arma cuando se dispara en modo automático. Para aliviar este problema, la cadencia de fuego se redujo a 650 disparos/minuto (600 disparos/minuto para el UMP45), por lo que es uno de los subfusiles con menor cadencia del mercado.
El UMP9 (la versión calibre 9 mm del UMP) es casi 0,45 kg (casi 1 libra) más ligero que el MP5. Al ser principalmente construido con polímero, se reduce tanto su peso como el número de piezas susceptibles a corroerse.
El UMP está disponible con cuatro configuraciones del conjunto del gatillo, teniendo distintas combinaciones de modos: semiautomático, ráfaga corta (2 balas), automático y seguro. Tiene una culata plegable para reducir su longitud durante el transporte. Cuando se dispara el último cartucho, el cerrojo queda abierto y puede cerrarse mediante un retén situado en el lado izquierdo del cajón de mecanismos. Los mecanismos de puntería estándar consisten en un alza circular y un punto de mira con cubierta protectora. Se le puede montar cuatro rieles Picatinny (sobre el cajón de mecanismos, a la izquierda, a la derecha y bajo el guardamanos) para acoplar accesorios tales como miras ópticas, linternas o punteros láser. Se pueden acoplar agarraderas verticales al riel inferior para un mayor control cuando se dispara en modo automático o en ráfaga corta.

## Variantes
Hay tres variantes del UMP: el UMP45, que dispara el cartucho .45 ACP; el UMP40 para el cartucho .40 S&W y el UMP9 para el cartucho 9 x 19 Parabellum. Aparte de los diferentes calibres, todas las variantes tienen el mismo diseño básico, siendo la diferencia más notable el cargador curvo del UMP9 (mientras que el UMP40 y el UMP45 usan un cargador recto). Todas las variantes del arma pueden ser recalibradas reemplazando el cerrojo, el cañón y el cargador.
La USC o Carabina Auto-cargable Universal (Universal Self-loading Carbine, en inglés) es una versión semiautomática del UMP que está disponible para civiles como arma de tiro al blanco. Fue diseñada tras la Prohibición de Armas de Asalto de 1994 en los Estados Unidos y está conforme a aquellos estándares. Los cambios respecto al UMP original incluyen una culata maciza con agujero para el pulgar (al contrario del pistolete del UMP), un cañón más largo (sin apagallamas), un cargador de 10 balas y un gatillo que solo permite fuego semiautomático. Inicialmente disponible en gris, desde inicio de 2007 la USC solamente está disponible en acabado negro.

## Usuarios

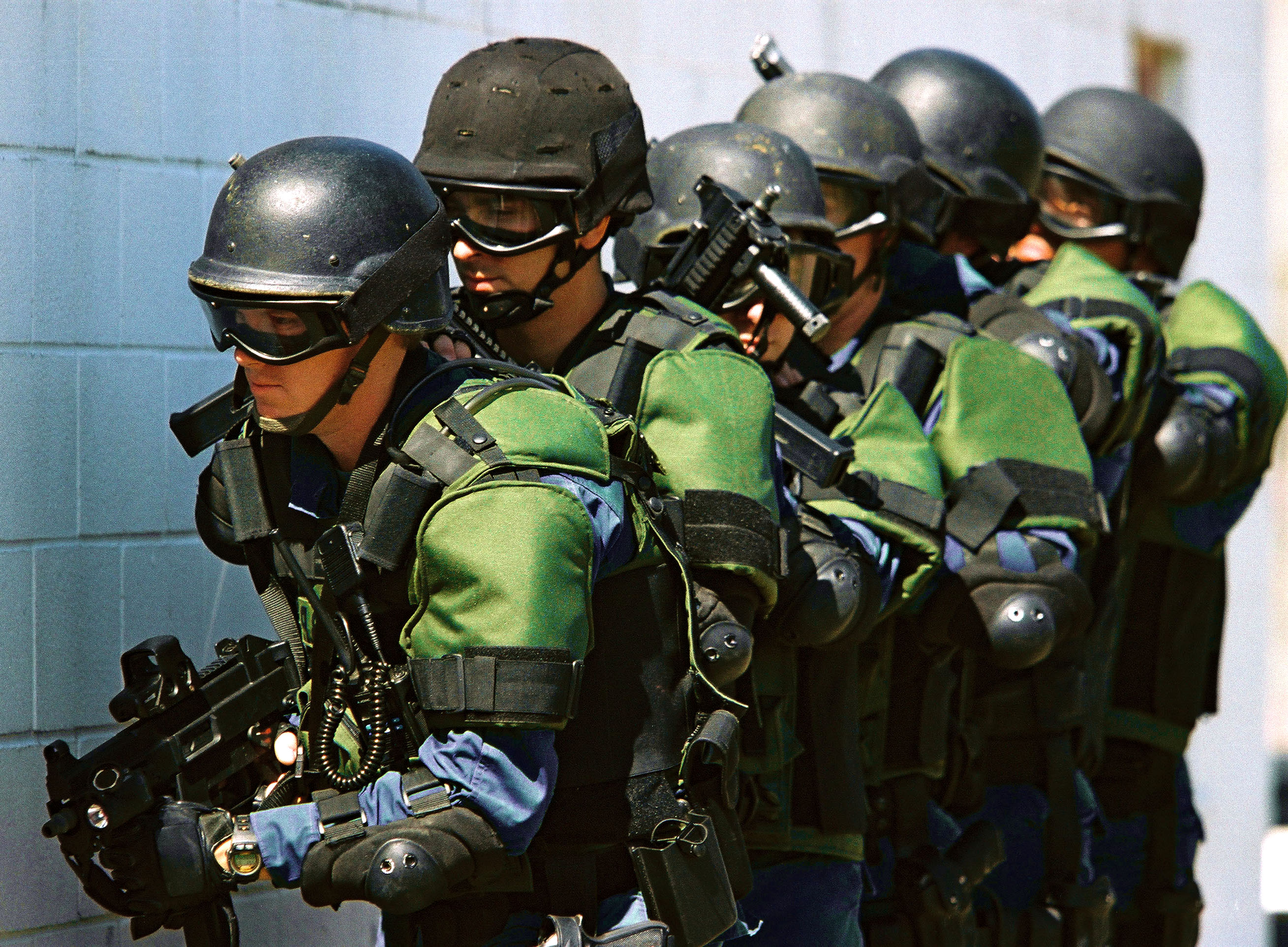
Oficiales de Aduanas y Protección Fronteriza de los Estados Unidos, armados con subfusiles UMP.

| País           | Agencia                                                                                          | Modelo       | Notas       |
| -------------- | ------------------------------------------------------------------------------------------------ | ------------ | ----------- |
| Australia      | Unidad de Operaciones Tácticas de la Policía de Nueva Gales del Sur                              | UMP40        | [ 5 ] [ 6 ] |
| Australia      | Grupo de Respuesta a Rehenes del Departamento de Servicios Correccionales de Nueva Gales del Sur | UMP40        | [ 7 ] [ 8 ] |
| Canadá         | Equipo de Respuesta a Emergencias de la Policía de Brantford                                     | UMP40        | [ 9 ]       |
| Eslovaquia     | 5.º Regimiento de Fuerzas Especiales del Ejército eslovaco                                       | _            | [ 10 ]      |
| España         | Ejército de Tierra de España                                                                     | UMP9 y UMP40 | [ 11 ]      |
| España         | Mozos de Escuadra                                                                                | UMP9         |             |
| España         | Los Grupos Operativos Especiales de Seguridad del Cuerpo Nacional de Policía                     | UMP9         |             |
| Estados Unidos | Oficina de Aduanas y Protección Fronteriza de los Estados Unidos                                 | UMP40        | [ 1 ]       |
| Estados Unidos | Fuerza de Protección del Pentágono                                                               | UMP40        | [ 12 ]      |
| Francia        | Gendarmería Nacional                                                                             | UMP-9        |             |
| Georgia        | Fuerzas Especiales georgianas                                                                    | UMP-45       | [ 13 ]      |
| Jordania       | Fuerzas de Operaciones Especiales jordanas                                                       | _            | [ 14 ]      |
| Letonia        | Ejército letón                                                                                   | UMP9         | [ 15 ]      |
| Malasia        | Operación Especial y Rescate, unidad antiterrorista de la Guardia Costera malaya                 | UMP9         | [ 16 ]      |
| México         | Infantería de Marina                                                                             | _            | [ 17 ]      |
| Rumania        | Batallones de Operaciones Especiales del Ejército rumano                                         | UMP9         | [ 18 ]      |
| Serbia         | Brigada Especial del Ejército serbio                                                             | UMP9         | [ 19 ]      |
| Tailandia      | SEAL de la Armada Real Tailandesa                                                                | UMP9         | [ 20 ]      |